# Afrika-Cup 2022/Qualifikation/Erste Runde
Die Erste Runde der Qualifikation zum Afrika-Cup 2022 wurde zwischen den acht Teams ausgespielt, die – zum Zeitpunkt der Auslosung der Qualifikationsgruppen – die am schlechtesten platzierten Teams in der FIFA-Weltrangliste unter den 52 Teilnehmern waren. Die vier Sieger der Hin- und Rückspiele qualifizierten sich für die nächste Runde.

## Hinspiele

### Spiel 1
| Liberia                                                                                   | Liberia | Tschad | Tschad |
| ----------------------------------------------------------------------------------------- | --- | --- | ------ |
| Liberia                                                                                   | \| 9. Oktober 2019 um 16:00 Uhr (Ortszeit) in Paynesville (Samuel Kanyon Doe Sports Complex) \| \| Ergebnis: 1:0 (1:0) \| \| Schiedsrichter: Gilberto Antonio dos Santos ( Guinea-Bissau) \|                                                                              | \| 9. Oktober 2019 um 16:00 Uhr (Ortszeit) in Paynesville (Samuel Kanyon Doe Sports Complex) \| \| Ergebnis: 1:0 (1:0) \| \| Schiedsrichter: Gilberto Antonio dos Santos ( Guinea-Bissau) \| | Tschad |
| Liberia                                                                                   | Ashley Williams, Jeremy Saygbe, Teah Dennis, Alvin Maccornell, Gasimu Kouyateh, Oscar Dorley, Allen Njie, Mohammed Sangaré (56. William Jebor), Sam Garyahzon Johnson , Terrence Tisdell (58. Sylvanus Nimely), Kpah Sherman (84. Peter Wilson) Cheftrainer: Peter Butler | Mathieu Adoassou, Marcel Ninga Ndonane, César Abaya, Collyns Ambassa, Constant Madtoingué, Nassar Ndiguem (58. Azrack Mahamat), Brahim Ngaroudal, Éric Mbangossoum (86. Bechir Seid Djimet), Roméo Otodjibaye (68. Bakhit Djibrine), Casimir Ninga, Ezechiel N’Douassel Cheftrainer: Emmanuel Trégoat ( Frankreich) | Tschad |
| Liberia                                                                                   | 1:0 Kpah Sherman (43.) | | Tschad |
| Liberia                                                                                   | César Abaya (81.) | | Tschad |
| 9. Oktober 2019 um 16:00 Uhr (Ortszeit) in Paynesville (Samuel Kanyon Doe Sports Complex) | | |        |
| Ergebnis: 1:0 (1:0)                                                                       | | |        |
| Schiedsrichter: Gilberto Antonio dos Santos ( Guinea-Bissau)                              | | |        |

### Spiel 2
| Südsudan                                                                   | Südsudan | Seychellen | Seychellen |
| -------------------------------------------------------------------------- | --- | --- | ---------- |
| Südsudan                                                                   | \| 9. Oktober 2019 um 16:00 Uhr (Ortszeit) in Omdurman (al-Merrikh Stadium) 1 \| \| Ergebnis: 2:1 (2:1) \| \| Schiedsrichter: Emmanuel Mwandembwa ( Tansania) \|                                                           | \| 9. Oktober 2019 um 16:00 Uhr (Ortszeit) in Omdurman (al-Merrikh Stadium) 1 \| \| Ergebnis: 2:1 (2:1) \| \| Schiedsrichter: Emmanuel Mwandembwa ( Tansania) \|                               | Seychellen |
| Südsudan                                                                   | Majak Mawith, John Kuol, Dominic Kornelio, Peter Maker, Thok Kerjok, Emmanuel Lumeri, Yach Bol, Yagoub Mustafa, Denis Yongule (75. Marial Maker), Kenny Athiu, Joseph Kuch Cheftrainer: Cyprian Besong Ashu ( Deutschland) | Ian Ah-Kong, Errol Bacco, Nigel Hoareau, Travis Quatre, Stan Esther, Julio Brown, Senky Vidot, Lucas Panayi, Darrel Damoo, Brandon Labrosse, Gerrick Vidot Cheftrainer: Jan Mak ( Niederlande) | Seychellen |
| Südsudan                                                                   | 1:1 Thok Kerjok (20.) 2:1 Joseph Kuch (43.) | 0:1 Nigel Hoareau (13.) | Seychellen |
| 9. Oktober 2019 um 16:00 Uhr (Ortszeit) in Omdurman (al-Merrikh Stadium) 1 | | |            |
| Ergebnis: 2:1 (2:1)                                                        | | |            |
| Schiedsrichter: Emmanuel Mwandembwa ( Tansania)                            | | |            |

### Spiel 3
| Mauritius                                                                  | Mauritius | São Tomé und Príncipe | São Tomé und Príncipe |
| -------------------------------------------------------------------------- | --- | --- | --------------------- |
| Mauritius                                                                  | \| 9. Oktober 2019 um 17:00 Uhr (Ortszeit) in Belle Vue Harel (Stade Anjalay) \| \| Ergebnis: 1:3 (1:1) \| \| Schiedsrichter: Ibrahim Tsimanohitsy ( Madagaskar) \| | \| 9. Oktober 2019 um 17:00 Uhr (Ortszeit) in Belle Vue Harel (Stade Anjalay) \| \| Ergebnis: 1:3 (1:1) \| \| Schiedsrichter: Ibrahim Tsimanohitsy ( Madagaskar) \|                                                | São Tomé und Príncipe |
| Mauritius                                                                  | Kevin Jean-Louis , Fabrice Augustin, Walter St. Martin (46. Emmanuel Vincent), Francis Rasolofonirina, Marco Dorza, Jérémy Villeneuve, Damien Balisson, Kévin Bru, Stéphan Nabab (55. Ashley Nazira), Kévin Perticot, Andy Sophie (75. Adrien François) Cheftrainer: Akbar Patel | Primo, Dilson Neves, Ivonaldo Viegas, Vavá Pequeno, Leonildo Soares, Joazhifel Soares , Aldair Cruz (75. Eduardo Varela), Marcos Barbeiro, Harramiz Soares, Ludgério Silva, Luís Leal Cheftrainer: Adriano Eusebio | São Tomé und Príncipe |
| Mauritius                                                                  | 1:0 Kévin Perticot (40.) | 1:1 Luís Leal (44.) 1:2 Luís Leal (61.) 1:3 Ludgério Silva (65.) | São Tomé und Príncipe |
| Mauritius                                                                  | Andy Sophie (37.) | Ludgério Silva (64.), Eduardo Varela (73.) | São Tomé und Príncipe |
| 9. Oktober 2019 um 17:00 Uhr (Ortszeit) in Belle Vue Harel (Stade Anjalay) | | |                       |
| Ergebnis: 1:3 (1:1)                                                        | | |                       |
| Schiedsrichter: Ibrahim Tsimanohitsy ( Madagaskar)                         | | |                       |

### Spiel 4
| Dschibuti                                                                                           | Dschibuti | Gambia | Gambia |
| --------------------------------------------------------------------------------------------------- | --- | --- | ------ |
| Dschibuti                                                                                           | \| 9. Oktober 2019 um 19:00 Uhr (Ortszeit) in Dschibuti (Stade National El Hadj Hassan Gouled Aptidon) \| \| Ergebnis: 1:1 (0:0) \| \| Schiedsrichter: Ibrahim Aly el-Said ( Ägypten) \| | \| 9. Oktober 2019 um 19:00 Uhr (Ortszeit) in Dschibuti (Stade National El Hadj Hassan Gouled Aptidon) \| \| Ergebnis: 1:1 (0:0) \| \| Schiedsrichter: Ibrahim Aly el-Said ( Ägypten) \|                                                      | Gambia |
| Dschibuti                                                                                           | Innocent Mbonihankuye, Daoud Wais (7. Yabe Siad Isman), Abass Fouad Abdourahman, Mohamed Bourhan Mohamed, Fouad Moussa, Doualeh Mahamoud Elabeh, Abdi Idleh Hamza, Warsama Hassan, Darar Aboubaker, Mahdi Houssein Mahabeh, Mohamed Fouad Mohamed (86. Yabe Siad Isman) Cheftrainer: Julien Mette ( Frankreich) | Modou Jobe, Pa Modou Jagne, Mohammed Mbye, Bubacarr Sanneh, Sulayman Bojang, Dawda Ngum (62. Muhammed Badamosi), Sheriff Sinyan, Bubacarr Jobe, Ebrima Colley, Assan Ceesay, Ali Sowe (46. Musa Barrow) Cheftrainer: Tom Saintfiet ( Belgien) | Gambia |
| Dschibuti                                                                                           | 1:0 Mohammed Mbye (59., Eigentor) | 1:1 Bubacarr Sanneh (90.) | Gambia |
| Dschibuti                                                                                           | Assan Ceesay (35.), Dawda Ngum (42.) | | Gambia |
| 9. Oktober 2019 um 19:00 Uhr (Ortszeit) in Dschibuti (Stade National El Hadj Hassan Gouled Aptidon) | | |        |
| Ergebnis: 1:1 (0:0)                                                                                 | | |        |
| Schiedsrichter: Ibrahim Aly el-Said ( Ägypten)                                                      | | |        |

## Rückspiele

### Spiel 1
| Tschad                                                                                     | Tschad | Liberia | Liberia |
| ------------------------------------------------------------------------------------------ | --- | --- | ------- |
| Tschad                                                                                     | \| 13. Oktober 2019, 14.00 Uhr (Ortszeit) in N’Djamena (Stade Omnisports Idriss Mahamat Ouya) \| \| Ergebnis: 1:0 (1:0) 5:4 i. E. \| \| Schiedsrichter: Santillan Costa dos Santos ( São Tomé und Príncipe) \|                                                                                       | \| 13. Oktober 2019, 14.00 Uhr (Ortszeit) in N’Djamena (Stade Omnisports Idriss Mahamat Ouya) \| \| Ergebnis: 1:0 (1:0) 5:4 i. E. \| \| Schiedsrichter: Santillan Costa dos Santos ( São Tomé und Príncipe) \|                                                    | Liberia |
| Tschad                                                                                     | Mathieu Adoassou, Constant Madtoingué, Collyns Ambassa, Bechir Seid Djimet, Marcel Ninga Ndonane, Nassar Ndiguem (46. Bakhit Djibrine), Éric Mbangossoum, Brahim Ngaroudal (53. Azrack Mahamat), Karl Max Barthélémy, Casimir Ninga, Ezechiel N’Douassel Cheftrainer: Emmanuel Trégoat ( Frankreich) | Ashley Williams, Gasimu Kouyateh, Alvin Maccornell (76. Eugene Swen), Teah Dennis, Jeremy Saygbe, Oscar Dorley, Allen Njie, Terrence Tisdell (79. David Tweh), Peter Wilson (56. Sylvanus Nimely), Sam Garyahzon Johnson , Kpah Sherman Cheftrainer: Peter Butler | Liberia |
| Tschad                                                                                     | 1:0 Ezechiel N’Douassel (54.) | | Liberia |
| Tschad                                                                                     | Elfmeterschießen | | Liberia |
| Tschad                                                                                     | Ezechiel Ndouassel Bakhit Djibrine Bechir Seid Djimet Karl Max Barthélémy Casimir Ninga Collyns Ambassa | Sylvanus Nimely Jeremy Saygbe Allen Njie Kpah Sherman Oscar Dorley Eugene Swen | Liberia |
| Tschad                                                                                     | Casimir Ninga (50.) | Ashley Williams (35.), Sam Garyahzon Johnson (44.), Terrence Tisdell (75.) | Liberia |
| Tschad                                                                                     | Sam Garyahzon Johnson (50.) | | Liberia |
| 13. Oktober 2019, 14.00 Uhr (Ortszeit) in N’Djamena (Stade Omnisports Idriss Mahamat Ouya) | | |         |
| Ergebnis: 1:0 (1:0) 5:4 i. E.                                                              | | |         |
| Schiedsrichter: Santillan Costa dos Santos ( São Tomé und Príncipe)                        | | |         |

### Spiel 2
| Seychellen                                                        | Seychellen | Südsudan | Südsudan |
| ----------------------------------------------------------------- | --- | --- | -------- |
| Seychellen                                                        | \| 13. Oktober 2019, 16.00 Uhr (Ortszeit) in Victoria (Stade Linité) \| \| Ergebnis: 0:1 (0:0) \| \| Schiedsrichter: Mohamed Athoumani ( Komoren) \|                                           | \| 13. Oktober 2019, 16.00 Uhr (Ortszeit) in Victoria (Stade Linité) \| \| Ergebnis: 0:1 (0:0) \| \| Schiedsrichter: Mohamed Athoumani ( Komoren) \|                                               | Südsudan |
| Seychellen                                                        | Ian Ah-Kong, Errol Bacco, Nigel Hoareau, Travis Quatre, Julio Brown, Stan Esther, Senky Vidot, Lucas Panayi, Darrel Damoo, Brandon Labrosse, Gerrick Vidot Cheftrainer: Jan Mak ( Niederlande) | Majak Mawith, John Kuol, Dominic Kornelio, Peter Maker, Peter Deng, Thok Kerjok, Emmanuel Lumeri, Yach Bol, Joseph Kuch, Kenny Athiu, Jimmy Nganda Cheftrainer: Cyprian Besong Ashu ( Deutschland) | Südsudan |
| Seychellen                                                        | 0:1 Joseph Kuch (72.) | | Südsudan |
| 13. Oktober 2019, 16.00 Uhr (Ortszeit) in Victoria (Stade Linité) | | |          |
| Ergebnis: 0:1 (0:0)                                               | | |          |
| Schiedsrichter: Mohamed Athoumani ( Komoren)                      | | |          |

### Spiel 3
| São Tomé und Príncipe                                                             | São Tomé und Príncipe | Mauritius | Mauritius |
| --------------------------------------------------------------------------------- | --- | --- | --------- |
| São Tomé und Príncipe                                                             | \| 13. Oktober 2019, 16:00 Uhr (Ortszeit) in São Tomé (Estádio Nacional 12 de Julho) \| \| Ergebnis: 2:1 (2:1) \| \| Schiedsrichter: Prince Arcy Dongombe ( Zentralafrikanische Republik) \|                                                         | \| 13. Oktober 2019, 16:00 Uhr (Ortszeit) in São Tomé (Estádio Nacional 12 de Julho) \| \| Ergebnis: 2:1 (2:1) \| \| Schiedsrichter: Prince Arcy Dongombe ( Zentralafrikanische Republik) \|                                                                   | Mauritius |
| São Tomé und Príncipe                                                             | Primo, Dilson Neves, Ivonaldo Viegas, Vavá Pequeno, Leonildo Soares, Joazhifel Soares , Aldair Cruz (75. Eduardo Varela), Marcos Barbeiro (80. Jessi Tati), Harramiz Soares (62. Jony Ramos), Ludgério Silva, Luís Leal Cheftrainer: Adriano Eusebio | Kevin Jean-Louis , Kerlson Agathe, Walter St. Martin, Francis Rasolofonirina, Mervyn Jocelyn (46. Jérémy Villeneuve), Marco Dorza, Jean Hansley Patate, Adrien François, Kévin Perticot (60. Kévin Bru), Stéphan Nabab, Ashley Nazira Cheftrainer: Akbar Patel | Mauritius |
| São Tomé und Príncipe                                                             | 1:0 Marcos Barbeiro (11.) 2:0 Luís Leal (27.) | 2:1 Ashley Nazira (45+1.) | Mauritius |
| 13. Oktober 2019, 16:00 Uhr (Ortszeit) in São Tomé (Estádio Nacional 12 de Julho) | | |           |
| Ergebnis: 2:1 (2:1)                                                               | | |           |
| Schiedsrichter: Prince Arcy Dongombe ( Zentralafrikanische Republik)              | | |           |

### Spiel 4
| Gambia                                                                 | Gambia | Dschibuti | Dschibuti |
| ---------------------------------------------------------------------- | --- | --- | --------- |
| Gambia                                                                 | \| 13. Oktober 2019, 16:00 Uhr (Ortszeit) in Bakau (Independence Stadium) \| \| Ergebnis: 1:1 (1:1) 3:2 i. E. \| \| Schiedsrichter: Mahamadou Keita ( Mali) \| | \| 13. Oktober 2019, 16:00 Uhr (Ortszeit) in Bakau (Independence Stadium) \| \| Ergebnis: 1:1 (1:1) 3:2 i. E. \| \| Schiedsrichter: Mahamadou Keita ( Mali) \| | Dschibuti |
| Gambia                                                                 | Modou Jobe, Ngine Faye Njie (74. Sulayman Bojang), Omar Colley , Bubacarr Sanneh, Abdoulie Jallow, Ebrima Sohna, Dawda Ngum, Alasana Manneh, Assan Ceesay, Ebrima Colley (87. Musa Barrow), Muhammed Badamosi (63. Bubacarr Jobe) Cheftrainer: Tom Saintfiet ( Belgien) | Innocent Mbonihankuye, Abass Fouad Abdourahman, Mohamed Bourhan Mohamed, Fouad Moussa, Yabe Siad Isman, Abdoulkader Djama, Youssouf Abdi Ahmed, Doualeh Mahamoud Elabeh (64. Yonis Moussa Dirir), Warsama Hassan, Mahdi Houssein Mahabeh, Mohamed Fouad Mohamed Cheftrainer: Julien Mette ( Frankreich) | Dschibuti |
| Gambia                                                                 | 1:1 Abdoulie Jallow (48.) | 0:1 Mahdi Houssein Mahabeh (10.) | Dschibuti |
| Gambia                                                                 | Elfmeterschießen | | Dschibuti |
| Gambia                                                                 | 1:0 Musa Barrow Omar Colley 2:1 Assan Ceesay Dawda Ngum 3:2 Abdoulie Jallow | Yabe Siad Isman 1:1 Youssouf Abdi Ahmed 2:2 Mahdi Houssein Mahabeh Yonis Moussa Dirir Abdoulkader Djama | Dschibuti |
| 13. Oktober 2019, 16:00 Uhr (Ortszeit) in Bakau (Independence Stadium) | | |           |
| Ergebnis: 1:1 (1:1) 3:2 i. E.                                          | | |           |
| Schiedsrichter: Mahamadou Keita ( Mali)                                | | |           |